# Adam Dubiel
Adam Dubiel (ur. 12 grudnia 1993 w Lublinie) – polski pływak, specjalista w sportowym ratownictwie wodnym.
Karierę sportową zaczynał w lubelskiej szkole podstawowej od piłki nożnej, a przygoda ze sportami wodnymi rozpoczęła się kiedy do swoich treningów z piłki postanowił dołożyć pływanie. Reprezentował klub MTP Lublinianka, aktualnie jest zawodnikiem AZS-AWF Warszawa oraz startuje w barwach stowarzyszenia WOPR Lublin.
Rekordzista światowych igrzysk wojskowych w sztafecie 4 × 25 m mężczyzn (holowanie manekina). Wielokrotny indywidualny Mistrz Polski w ratownictwie wodnym.

## Osiągnięcia
- 2017
  - Srebrny medal na World Games we Wrocławiu (sztafeta 4 × 25 m – holowanie manekina)[6]
  - Srebrny medal na World Games we Wrocławiu (sztafeta z przeszkodami 4 × 50 m)
- 2018 
  - 3. miejsce w Mistrzostwach Świata w Ratownictwie Wodnym „Lifesaving World Championships 2018” w Australii w sztafetach: 4 × 50 m z przeszkodami i 4 × 25 m holowanie manekina w kategorii senior[3][7]
- 2019
  - Złoty medal na światowych igrzyskach wojskowych w Wuhan (sztafeta 4 × 25 m – holowanie manekina)[a][8][9]
  - Srebrny medal na światowych igrzyskach wojskowych w Wuhan (szybka pomoc na 100 m)[9]
  - Brązowy medal na igrzyskach wojskowych w Wuhan (super ratownik)[10]
  - Brązowy medal na igrzyskach wojskowych w Wuhan (sztafeta z przeszkodami 4 × 50 m)
  - Srebrny medal na Mistrzostwach Europy w Riccione (pływanie w morzu – pierwszy w historii medal dla Polski w ratownictwie wodnym na morzu)[1]
- 2022
  - Brązowy medal na World Games w Birmingham (USA) (sztafeta 4 × 25 m – holowanie manekina)
- 2025
  - Srebrny medal na World Games w Chengdu (sztafeta 4 × 25 m – holowanie manekina)[11]

## Życie prywatne
Jest żołnierzem Sił Zbrojnych RP.
Jest instruktorem pływania w Lochte Swimming Academy.